# Гурван загал
Гурван загал — сомон аймаку Дорнод, Монголія. Територія 5,2 тис. км², населення 1,5 тис., здебільшого буряти та баргинці. Центр — селище Сумийн нуур, розташоване на відстані 126 км від Чойбалсану та 780 км від Улан-Батора.

## Рельєф
Гора Ундер цагаан (1800 м). Протікають річки Улз гол, Хадан хов та інші. Солене озеро Баян ерхт Ухерт, Ульзийт та ін..

## Клімат
Різкоконтинентальний клімат. Середня температура січня −20°С, липня +20°С. Протягом року в середньому випадає 250 мм опадів.

## Економіка
Вирощують кормові рослини, зернові, картоплю.

## Соціальна сфера
Школа, лікарня, культурний та торговельний центри.